# Rozsdás lappantyú
A rozsdás lappantyú (Antrostomus rufus) a madarak (Aves) osztályának a lappantyúalakúak (Caprimulgiformes) rendjéhez, ezen belül a lappantyúfélék (Caprimulgidae) családjához tartozó faj.

## Rendszerezése
A fajt Pieter Boddaert holland ornitológus írta le 1783-ban, a Caprimulgus nembe Caprimulgus rufus néven.

## Alfajai
- Antrostomus rufus minimus (Griscom & Greenway, 1937) – Costa Rica déli része, Panama, Kolumbia, Ecuador és Venezuela nyugati része
- Antrostomus rufus rufus (Boddaert, 1783) – Venezuela déli része, Guyana, Suriname, Francia Guyana és Brazília északi része, valamint Trinidad és Tobago
- Antrostomus rufus otiosus (Bangs, 1911)  – Saint Lucia
- Antrostomus rufus rutilus (Burmeister, 1856) – Brazília déli része, Bolívia, Paraguay, Peru és Argentína északi része

## Előfordulása
Panama, Costa Rica, Trinidad és Tobago, Saint Lucia, Argentína, Bolívia, Brazília, Ecuador, Francia Guyana, Guyana, Kolumbia, Paraguay, Peru, Suriname és Venezuela területén honos.
Természetes élőhelyei a szubtrópusi vagy trópusi síkvidéki esőerdők, lombhullató erdők, szavannák és cserjések, valamint vidéki kertek. Állandó, nem vonuló faj.

## Megjelenése
Testhossza 25–30 centiméter, testtömege 87,4–98 gramm. Tollazata inkább vörös, mint barna.

## Életmódja
Rovarokkal táplálkozik.

## Természetvédelmi helyzete
Az elterjedési területe rendkívül nagy, egyedszáma viszont csökken, de még nem éri el a kritikus szintet. A Természetvédelmi Világszövetség Vörös listáján nem fenyegetett fajként szerepel.